# Edwas (jezik)
Edwas ili beneraf papuanski je jezik kojim se govori u Indoneziji. Edwas, ime nekadašnjeg sela, domaće je ime, dok je Beneraf ime jednog od dva današnja sela, koje susjedni narodi koriste za njih (što je u prošlosti uključivalo nizozemske istraživače). Standard ISO 639 stavlja ga u isti kod kao i jezik bonerif iz iste porodice.